# Парфентьев, Иван Васильевич
Ива́н Васи́льевич Парфе́нтьев (1913, Московская губерния —1977, Москва) — советский и российский сыщик и милиционер. Начальник Управления уголовного розыска (Московский уголовный розыск, МУР) УВД Мосгорисполкома в 1952—1962 годах. Комиссар милиции 3-го ранга. Заслуженный работник МВД СССР.

## Биография
Родился в 1913 году в Можайском уезде Московской губернии (ныне — Можайский район Московской области) в крестьянской семье. 
Трудовую деятельность начал в Подольском районном управлении милиции (РУМ) Московской области с самых низов: практикант, помощник оперуполномоченного отдела уголовного розыска (ОУР), дактилоскопист-фотограф, оперуполномоченный ОУР. 
В дальнейшем был назначен начальником отдела борьбы с хищениями, спекуляции и саботажем (ОБХСС) РУМ, но вскоре его перевели в аппарат Московского областного управления милиции на должность начальника отделения, а в 1941 году — начальника 1-го отдела ОБХСС.
После объединения НКВД и НКГБ СССР в июле 1941 года работал в контрразведывательном отделе, а затем в отделе по борьбе с бандитизмом Управления НКВД СССР по Московской области. В 1944—1946 годах работал начальником отделения в Главном управлении по борьбе с бандитизмом НКВД СССР. 
В 1946 году был назначен заместителем начальника Свердловского районного отдела милиции города Москвы, но уже через десять месяцев ему доверили Краснопресненский районный отдел милиции. Работая энергично, добился хороших оперативных показателей. В 1949—1952 годах — заместитель начальника Московского уголовного розыска (МУР) Управления МВД СССР по Московской области.
В 1952— 1962 годах — начальник Московского уголовного розыска (МУР) Управления МВД СССР по Московской области (с 1956 года — УВД исполкома Московского городского Совета).
Руководил МУРом дольше всех его начальников — десять лет без двух месяцев. Зарекомендовал себя профессионалом сыскного дела, участвовал в раскрытии множества громких преступлений. Также является автором книг «Неоконченная борьба» и «Прошлое в настоящем».
В 1962—1963 годах — заместитель начальника Управления специальной милиции Главного управления милиции (ГУМ) Министерства охраны общественного порядка (МООП) РСФСР. 
С августа 1963 года — в запасе (по болезни).
Жил в Москве. Умер в 1977 году, похоронен на Ваганьковском кладбище.

## Награды
- орден Красного Знамени;
- орден Красной Звезды;
- медали СССР;
- нагрудный знак «Заслуженный работник МВД СССР»;

## Киновоплощение
- «МУР есть МУР» (2004) — Николай Чиндяйкин